# Listera
Listera es un género de orquídeas. Tiene 68 especies. Son nativas de regiones templadas y frías en todo el mundo, incluido el Ártico.

## Descripción
Son plantas que producen un racimo de  inflorescencias con flores en tonos de color marrón, violeta, verde o rosa pálido. El labio de cada flor esta prominentenente bifurcado o con dos lóbulos.

## Etimología
El género fue nombrado en honor del naturalista inglés Martin Lister.

## Especies seleccionadas
| - Listera alternifolia - Listera amplexicaulis - Listera auriculata - Listera australis - Listera bambusetorum - Listera banksiana - Listera biflora - Listera borealis | - Listera caurina - Listera convallarioides - Listera cordata - Listera fugongensis - Listera nipponica - Listera ovata - Listera smallii |

## Sinonimia
- Bifolium Nieuwl.
- Cardiophyllum Ehrh.
- Diphryllum Raf.
- Distomaea Spenn.
- Pollinirhiza Dulac